# 고야 톨레도
고야 톨레도(Goya Toledo, 1969년 9월 24일 ~ )는 스페인의 배우이다.

## 출연 작품
- 더 클리프 (2016)
- 아블라 (2015)
- 레트리뷰션 : 응징의 날 (2015)
- 마르셀라 (2014)
- 마크툽 (2011)
- 빗속의 산드린 (2008)
- 13송이 장미 (2007)
- 잠 못 들게 하는 영화 4 - 진정한 친구 (2006)
- 아모레스 페로스 (2000)
- 마라리아 (1998)
- 레이피스트 (1995, Cronaca di un amore violato)